# Angelo D’Alessandro

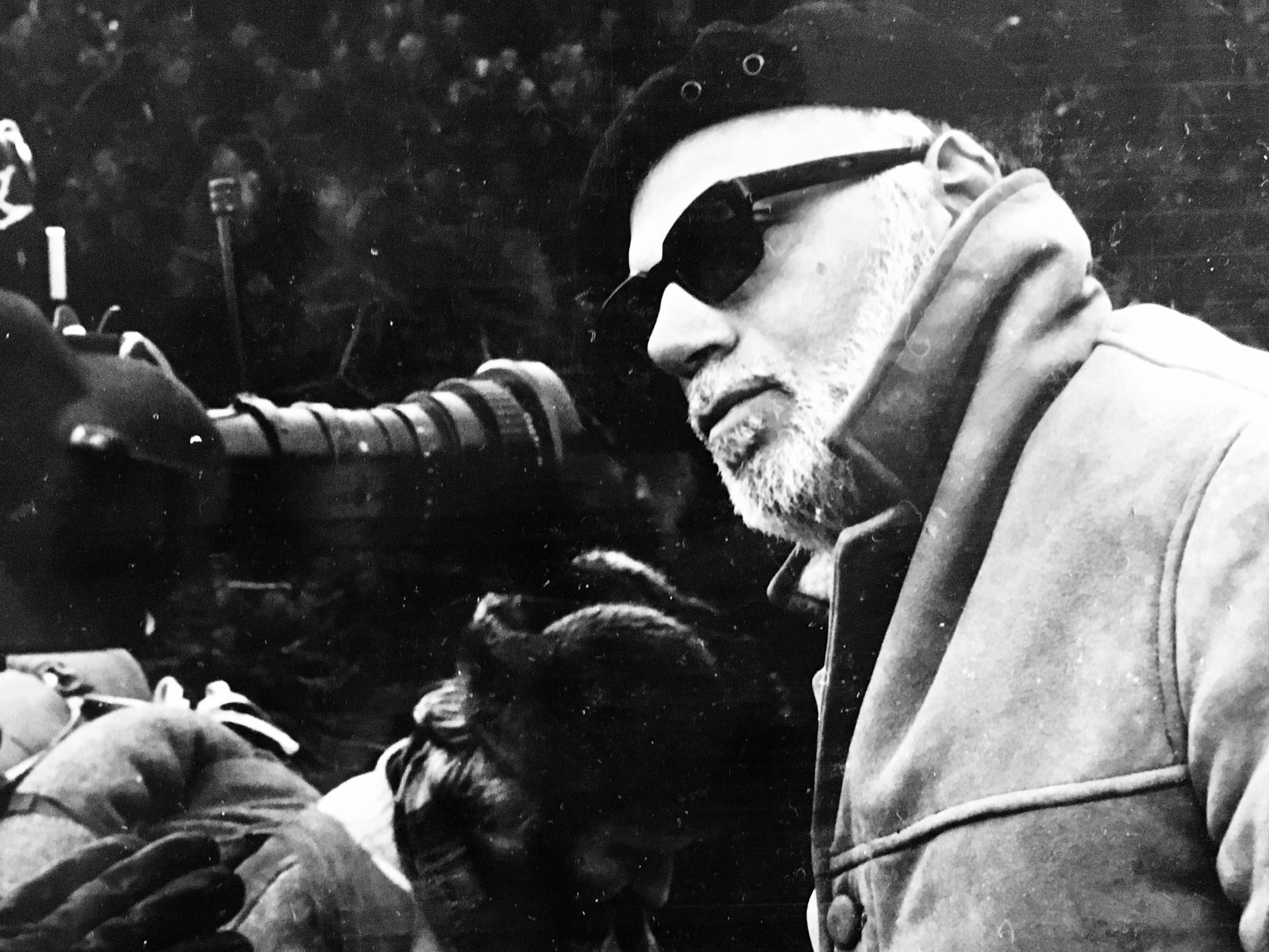
Angelo D’Alessandro

Angelo D’Alessandro (* 17. April 1926 in Putignano; † 1. Februar 2011 in Rom) war ein italienischer Filmregisseur und Dokumentarfilmer.

## Leben
D’Alessandro studierte zunächst Physik, schrieb sich jedoch früh an der freien Theaterakademie von Pietro Scharoff ein, an der er 1948 diplomierte. Anschließend absolvierte er das Centro Sperimentale di Cinematografia (C.S.C.) und arbeitete dann, ab 1950, als Assistent von Alberto Lattuada und Carlo Lizzani, für die er auch einige Drehbücher schrieb. 1955 brachte er seinen ersten eigenen Film in die Kinos, spezialisierte sich in den folgenden Jahren jedoch auf dokumentarische Produktionen, die er mit eigenem Team realisierte.
Er drehte Kinderfilme und Auftragsproduktionen für das Fernsehen, dramatisierte Biografien und arbeitete über das Vatikanische Konzil ebenso wie für Serienstoffe. Von 1959 bis 1970 lehrte er am C.S.C und veröffentlichte Kritiken und Filmtheoretisches. 1985 gewann er den „Premio Diego Fabbri“ für „La serialità nel cinema e nella televisione“.

## Filmografie (Auswahl)

### Drehbuch
- 1952: Am Rande der Großstadt (Ai margini delle metropoli)

### Regie
- 1955: La porte dei sogni
- 1973: Jack London: Abenteuer im hohen Norden (Jack London – la mia grande avventura)
- 1979: Turi e i Paladini

### Schauspieler
- 1963: Die Hände über der Stadt (Le mani sulla città)